# Tim Flokstra
Tim Flokstra (Hoogkerk, 19 maart 1997) is een voormalig Nederlands topkorfballer. Hij speelde op het hoogste Nederlandse niveau korfbal, de Korfbal League. In seizoen 2019-2020 kwam hij uit namens TOP. Zijn vader, Jan Jouke Flokstra, is al jarenlang actief als trainer op het hoogste niveau. 

## Spelerscarrière

### Begin
Flokstra begon met korfbal bij KV Hoogkerk. In 2013 verruilde hij de club voor het Groningse Nic. om op hoger niveau te spelen.
Op zich te meten aan de top van Nederland ging hij in 2017 naar LDODK dat in de top van de Korfbal League speelde. In zijn eerste seizoen won hij de prijs van Beste Speler onder 21.

### TOP Sassenheim
Per 2019-2020 komt Flokstra uit voor TOP. In zijn eerste seizoen werden er geen prijzen uitgedeeld, omdat zowel de veld- als de zaalcompetitie gestaakt werd vanwege COVID-19.
In seizoen 2020-2021 begon de competitie wat later dan normaal, vanwege COVID-19. TOP werd na de reguliere competitie 2e in Poule B, waardoor het zich plaatste voor de play-offs. In de eerste play-off ronde versloeg TOP in 2 wedstrijden AKC Blauw-Wit, waardoor het een ronde verder kwam. In de 2e play-off ronde (halve finales) stuitte het echter op PKC. TOP won de eerste wedstrijd in de best-of-3 met 22-21, maar verloor de daarop volgende 2 wedstrijden. Hierdoor hield het seizoen voor TOP op in de 2e play-off ronde.
Na dit seizoen besloot Flokstra te stoppen bij TOP.

## Erelijst
- Beste Speler onder 21, 1x (2018)

## Oranje
Flokstra speelde t/m 2018 bij Jong Oranje. Hij won goud in 2018 op het WK korfbal onder 21.